# Sand (Zala)
Sand es un pueblo ubicado en el condado de Zala, Hungría.

## Superficie
Posee una superficie de 7,48 kilómetros cuadrados.

## Demografía
Hasta 2021 la población era de 346 habitantes, con una densidad de población de 46,25 habitantes por kilómetro cuadrado. En 2011 el 59,5% de la población estaba conformada por húngaros y la religión predominante era el catolicismo.